# Natural Born Killers
Natural Born Killers er en amerikansk film fra 1994, instrueret af Oliver Stone. Filmen har et meget unikt udseende, med blandt andet sort-hvid-sekvenser, utraditionelle special effects, de lidt skævt anvendte kameravinkler osv. Filmen blev en meget stor økonomisk succes.
Oprindeligt skulle manuskriptet laves næsten 100% af Quentin Tarantino, men da Stone, Veloz og Rutowski kiggede arbejdet igennem og lavede mange ændringer, mente Quentin ikke længere at det var hans egen film og ville derfor ikke lægge navn til. Senere fik han bare sat "story-by" mærkat på filmen. Quentins intention var oprindeligt at filmen skulle følge journalisten Wayne Gale, men i stedet fik filmen sit primære omdrejningspunkt om parret Mickey and Mallory.
Filmen blev censureret i stor stil i USA og blev kritiseret for dens måde at fremvise vold på. Der kom mange kontroverser, blandt andet efter de teenage-massakrer, hvor man efter skudepisoderne fandt ud af, at gerningsmændene i flere tilfælde var store fans af filmen.

## Handling
Mickey og Mallory er to elskende, som tørner rundt i en åben bil og udfører vilde kriminelle handlinger. På bedste "Bonnie and Clyde"-maner kører de igennem USA på den fiktive Road 666, mens de dræber og plyndrer overalt. Som det er set før i amerikansk historie, opstår der en kæmpe fankultur om disse to roadkillers og man følger, samtidig med M&M's gerninger, de massive demonstrationer og udbrud fra fans, der glorificerer og hylder Mickey og Mallory. Den voldelige betjent Scagnettis (Tom Sizemore) mål bliver at fange de to og få dem smidt i brummen. Efter at have dræbt en ung prostitueret, lykkes det ham at fange de to udenfor et apotek, efter en heftig ildkamp.
I fængslet vil Wayne Gale (Downey Jr.) lave et sidste interview med Mickey inden deres dødsdom. Dette udløser et flugtforsøg og fængslets fanger ender i oprør og komplet kaos, med kameradækning på hele vejen.

## Rolleliste (udvalgt)
- Woody Harrelson – Mickey Knox
- Juliette Lewis – Mallory Knox
- Tom Sizemore – Det. Jack Scagnetti
- Rodney Dangerfield – Ed Wilson, Mallorys pappa
- Everett Quinton – Deputy Warden Wurlitzer
- Jared Harris – London Boy
- Pruitt Taylor Vince – Deputy Warden Kavanaugh
- Edie McClurg – Mallorys mamma
- Russell Means – Gammal Indian
- Lanny Flaherty – Earl
- O-Lan Jones – Mabel
- Robert Downey Jr. – Wayne Gale
- Tommy Lee Jones – Fangevogter Dwight McClusky

## Filmmusik
1. Waiting For The Miracle – Leonard Cohen
2. Shitlist – L7
3. Moon Over Greene County – Dan Zanes
4. Rock N Roll Nigger – Patti Smith
5. Sweet Jane – Cowboy Junkies
6. You Belong To Me – Bob Dylan
7. The Trembler – Duane Eddy
8. Burn – Nine Inch Nails
9. Route 666 – Film Dialogue
10. Apple Pie – Dale Cooper
11. Totally Hot – Orchestre Super Matimila& Remmy Ongala
12. Back In Baby's Arms – Patsy Cline
13. Taboo – Peter Gabriel & Nusrat Fateh Ali Khan
14. Sex Is Violent – Jane's Addiction& Diamanda Galas
15. History Repeats Itself – AOS
16. Something I Can Never Have – Nine Inch Nails
17. I Will Take You Home – Russel Means
18. Drums A Go-Go – The Hollywood Persuaders
19. Hungry Ants – Barry Adamson
20. The Day The Niggaz Took Over – Dr. Dre
21. Born Bad – Film Dialogue
22. Fall Of The Rebel Angels – Sergio Cervetti
23. Forkboy – Lard
24. Batonga In Batongaville – Budapest Philharmonic Orchestra
25. A Warm Place – Nine Inch Nails
26. Allah, Mohammed, Char, Yaar – Nusrat Fateh Ali Khan & Party & Diamanda Galas
27. The Future – Leonard Cohen
28. What Would U Do? – Tha Dogg Pound
29. Bombtrack – Rage Against the Machine
30. Take the Power Back – Rage Against the Machine
31. Size Queen – Betty Blowtorch